# پکارد سوپر ایت
پکارد سوپر ایت (انگلیسی: Packard Super Eight) یک مدل خودروی لوکس بود که توسط شرکت خودروسازی پکارد از سال ۱۹۳۳ تا ۱۹۵۱ تولید شد. Super Eight به دلیل موتور هشت سیلندر قدرتمند خود که تجربه رانندگی صاف و ظریفی را ارائه می‌کرد، شناخته شده بود. این مدل به عنوان یک مدل سطح بالا در خط تولید پاکارد قرار گرفت و ترکیبی از تجمل، عملکرد و فناوری را ارائه داد.
Super Eight در سبک‌های مختلف بدنه از جمله سدان، کوپه، کانورتیبل و لیموزین موجود بود. طراحی‌های ظریف و شیک، با توجه به جزئیات در استایل بیرونی و قرارهای داخلی خود را نشان می‌داد.
پکارد سوپر ایت در طول دوره تولید خود، به روز رسانی‌ها و بهبودهای مختلفی را دریافت کرد تا با تغییر خواسته‌های مشتریان و پیشرفت‌های فناوری خودرو همراهی کند. مدل‌های پس از جنگ، که از سال ۱۹۴۶ تا ۱۹۵۱ تولید شدند، دارای ظاهری تازه و پیشرفت‌های مهندسی بودند.
پکارد سوپر ایت به عنوان یک خودروی لوکس سطح بالا در نظر گرفته می‌شد که اغلب با سایر برندهای لوکس زمان خود مانند کادیلاک و لینکلن رقابت می‌کرد. امروزه مورد توجه کلکسیونرها و علاقه مندان به خودرو است.